# Engyprosopon latifrons
Engyprosopon latifrons és un peix teleosti de la família dels bòtids i de l'ordre dels pleuronectiformes.

## Morfologia
Pot arribar als 8 cm de llargària total.

## Distribució geogràfica
Es troba des de les costes de les Filipines fins a les de la Xina.